# Jerrod Carmichael

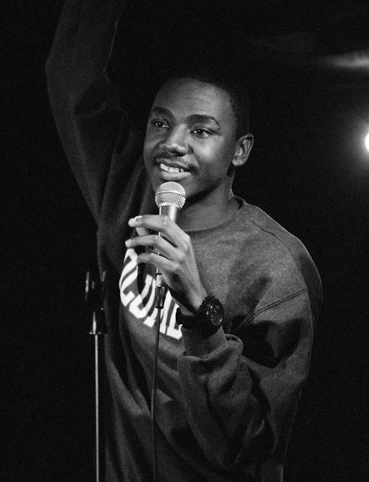
Jerrod Carmichael (2013)

Jerrod Carmichael (* 6. April 1987 in Winston-Salem, North Carolina) ist ein US-amerikanischer Komiker, Schauspieler, Drehbuchautor und Regisseur.

## Leben
Jerrod Carmichael wurde 1987 in North Carolina geboren und wuchs dort in ärmlichen Verhältnissen auf. Er zog kurz nach Abschluss der Schule 2008 nach Los Angeles, wo er seine Karriere als Stand-up-Comedian begann. Er trat bei zahllosen Open Mic Veranstaltungen auf, wo er sich mit Comedy zu vielen gewagten Themen einen Namen machte.
2014 entstand sein erstes Fernsehspecial Jerrod Carmichael: Love at the Store unter der Regie von Spike Lee. Im gleichen Jahr hatte Carmichael einen kurzen aber prägnanten Auftritt in der Komödie Bad Neighbors. NBC engagierte ihn dann für die Sitcom The Carmichael Show, von der von 2015 bis 2017 insgesamt 32 Episoden entstanden. Es folgten weitere Auftritte in Filmen wie Bad Neighbors 2, Transformers: The Last Knight und The Disaster Artist. Im Animationsfilm Ferdinand – Geht STIERisch ab! sprach Carmichael 2017 die Rolle des Hunds Paco.
Sein zweites Comedy-Special Jerrod Carmichael: 8 entstand 2017 unter der Regie von Bo Burnham. Auf dem Album Igor des Rappers Tyler, the Creator war Carmichael an der Entstehung diverser Musikstücke beteiligt, für die er kurze Texte einsprach. Im Jahr 2019 entstanden mit den HBO-Produktionen Home Videos und Sermon on the Mount zwei autobiografisch geprägte Dokumentarfilme, bei denen Carmichael als Drehbuchautor, Regisseur, Produzent und Hauptdarsteller fungierte.
Mit der schwarzen Komödie On the Count of Three gab Carmichael 2021 sein Debüt als Regisseur eines Spielfilms. Im Jahr 2022 folgte mit Jerrod Carmichael: Rothaniel sein drittes Comedy-Special, bei dem erneut Bo Burnham die Regie übernahm. Für dieses Special wurde Carmichael 2022 mit dem Emmy für Outstanding Writing for a Variety Special ausgezeichnet. In Rothaniel gab Carmichael offen seine Homosexualität bekannt.
Am 10. Januar 2023 moderierte Carmichael die 80. Verleihung der Golden Globe Awards. In der Fantasy-Komödie Poor Things von Giorgos Lanthimos trat Carmichael 2023 an der Seite von Emma Stone, Mark Ruffalo und Willem Dafoe in der Rolle des Harry Astley auf.

## Filmografie (Auswahl)
Schauspieler
- 2014: Bad Neighbors (Neighbors)
- 2015: Mit besten Absichten (The Meddler)
- 2015–2017: The Carmichael Show (Fernsehserie, 32 Episoden)
- 2016: Bad Neighbors 2 (Neighbors 2: Sorority Rising)
- 2017: Transformers: The Last Knight
- 2017: The Disaster Artist
- 2017: Ferdinand – Geht STIERisch ab! (Ferdinand, Sprechrolle)
- 2018: Mid90s
- 2021: On the Count of Three
- 2023: Poor Things

Drehbuchautor
- 2010–2017: Laugh Factory (Fernsehserie, 9 Episoden)
- 2014: Jerrod Carmichael: Love at the Store (Fernsehspecial)
- 2015: Lucas Bros Moving Co (Fernsehserie, 2 Episoden)
- 2015–2017: The Carmichael Show (Fernsehserie, 32 Episoden)
- 2017: Jerrod Carmichael: 8 (Fernsehspecial)
- 2019: Home Videos (Dokumentarfilm)
- 2019: Sermon on the Mount (Dokumentarfilm)
- 2022: Jerrod Carmichael: Rothaniel (Fernsehspecial)

Regisseur
- 2018: Drew Michael (Fernsehspecial)
- 2019: Home Videos (Dokumentarfilm)
- 2019: Sermon on the Mount (Dokumentarfilm)
- 2019: Lil Rel Howery: Live in Crenshaw (Fernsehspecial)
- 2021: On the Count of Three